# Holz (Lied)
Holz ist ein Lied des deutschen Hip-Hop-Duos 257ers, das im Juli 2016 erschien.

## Entstehung und Veröffentlichung
Geschrieben wurde das Lied gemeinsam von den beiden 257ers-Mitgliedern Mike „Mikroleader“ Rohleder und Daniel „Shneezin“ Schneider. Für die Produktion zeichneten Alexis Papadimitriou (Alexis Troy) und Voddi257 verantwortlich.
Die Erstveröffentlichung von Holz erfolgte am 1. Juli 2016 bei Selfmade Records, als Teil von dem fünften 257ers-Studioalbums Mikrokosmus (Katalognummer: 0602547944467). Am gleichen Tag erschien das Lied zunächst als Videoauskopplung sowie kurz darauf als Promo-Single. Am 28. November 2016 erschien das Lied erstmals, in einer neuaufgelegten Weihnachtsversion mit dem Titel Holz (Weihnachtslied), als Single. Diese erschien als digitaler Einzeltrack zum Download und Streaming.

## Inhalt
| „Ich und mein Holz, ich und mein Holz. Holzi, Holzi, Holz. Ich und mein Holz, ich und mein Holz. Ich und mein, ich und mein Holz (Mein Holz). Ich und mein Holz, ich und mein Holz. Holzi, Holzi, Holz. Ich und mein Holz, ich und mein Holz. Ich und mein, ich und mein Holz (Mein Holz).“ – Refrain, Originalauszug | Inhaltlich behandelt das Lied die Vorliebe sowie die Zuneigung für das Material Holz. Shneezin sagte in einem Interview mit Orange by Handelsblatt, dass er die Melodie des Refrains im Kopf hatte und diese aufnehmen wollte, bevor er sie vergesse: „Aber dann wollte ich nicht reingehen, in die Gesangskabine, und nur Töne aufnehmen, sondern irgendwas mit Worten, damit wird’s organischer, wenn man Wörter spricht beim Singen und dann hab ich ‚Holzi, Holzi, Holz‘ gesungen – vielleicht hatte ich gerade ein Brett vorm Kopf so.“ Mikroleader und Shneezin hätten nicht über die Bedeutung des Liedes nachgedacht und seien der Ansicht, dass das Lied sinnlos sei. Aufgebaut ist das Lied aus einem Intro, drei Parts, einer Hook und einer Bridge. Das Lied beginnt zunächst mit dem Intro, welches aus den Worten „Ich und mein Holz“ besteht. Nach dem Intro folgt die erste Strophe, die sich aus 12 Zeilen zusammensetzt. An die erste Strophe schließt sich die Hook an, die aus 8 Zeilen besteht. Während sich Shneezin und Mikroleader den ersten Part teilen, wird der zweite Part ausschließlich von Shneezin und der dritte Part von Mikroleader gerappt. Die Bridge ist von ihrem Aufbau an Sidos Song Mein Block angelehnt. |

## Musikvideo

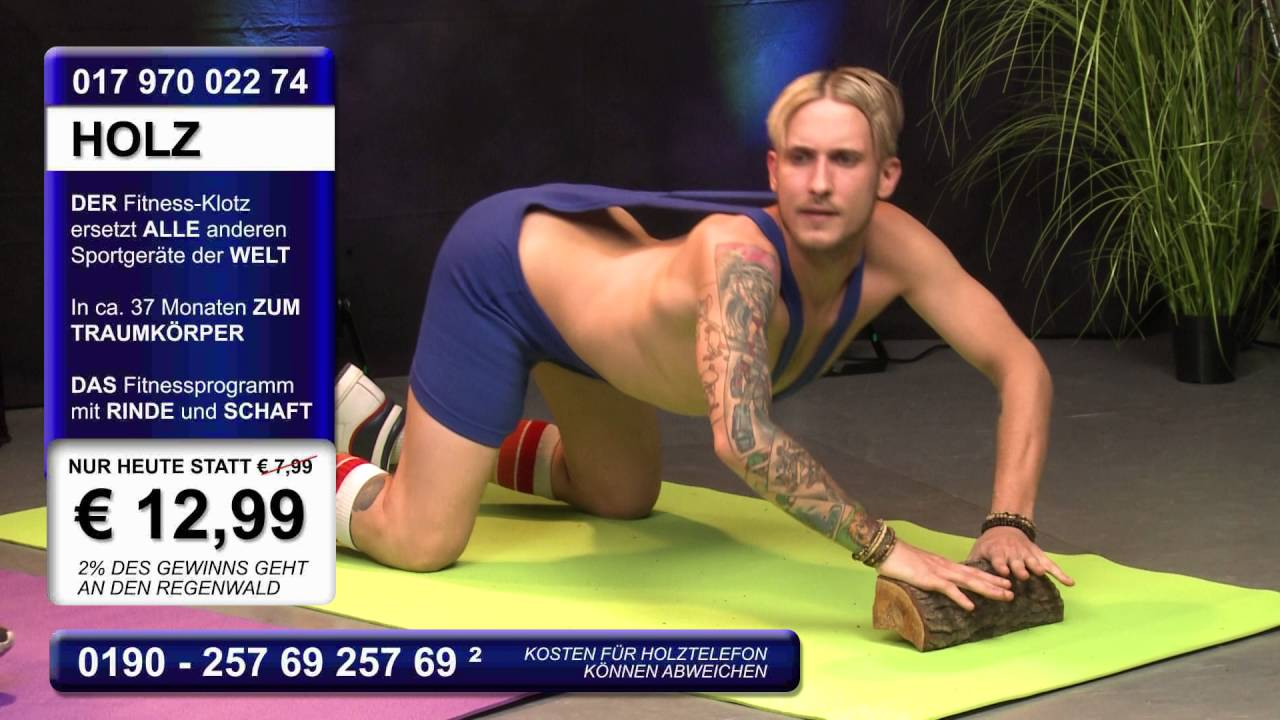
Videoausschnitt aus dem Musikvideo zu Holz

Das Musikvideo zu Holz entstand unter der Regie von Sebastian Tomczak und ist dem Stil des Teleshoppings nachempfunden. Dadurch kann es als Kritik an der heutigen Konsumgesellschaft gedeutet werden, da die Konsumenten von Dauerwerbesendungen dazu gebracht werden, sinnloses Zeug zu kaufen, welches als „Wundermittel“ beworben wird.

## Kommerzieller Erfolg

### Chartplatzierungen
Obwohl das Lied noch nicht als Single erschienen war, stieg es bereits am 15. Juli 2016 auf Rang 98 der deutschen Singlecharts ein. Seine beste Platzierung erreichte es am 7. Oktober 2016 mit Rang sieben. Die Single platzierte sich sechs Wochen in den Top 10 sowie 32 Wochen in den Top 100, letztmals platzierte es sich am 3. März 2017 in den Charts. Es war für einen Zeitraum von vier Wochen das erfolgreichste deutschsprachige Lied in den Charts.
In Österreich stieg die Single am 9. September 2016 auf Platz 74 in den Charts ein und erreichte seine Bestplatzierung mit Rang neun.
| ChartsChartplatzierungen | Höchstplatzierung | Wochen |
| ------------------------ | ----------------- | ------ |
| Deutschland (GfK)        | 7 (32 Wo.)        | 32     |
| Österreich (Ö3)          | 9 (23 Wo.)        | 23     |

| ChartsJahrescharts (2016) | Platzierung |
| ------------------------- | ----------- |
| Deutschland (GfK)         | 41          |

### Auszeichnungen für Musikverkäufe
In Deutschland wurde das Lied im Jahr 2016 mit einer Goldenen Schallplatte ausgezeichnet, bevor er 2017 Platinstatus erreichte. Mit über 400.000 verkauften Einheiten gehört Holz zu den meistverkauften Rapsongs in Deutschland in den 2010er-Jahren.
| Land/Region        | Auszeichnungen für Musikverkäufe (Land/Region, Auszeichnung, Verkäufe) | Verkäufe |
| ------------------ | ---------------------------------------------------------------------- | -------- |
| Deutschland (BVMI) | Platin                                                                 | 400.000  |
| Insgesamt          | 1× Platin ·                                                            | 400.000  |